# Lektvar

Lektvar lásky (1903) od Evelyn Morganové

Lektvar je míchaný nápoj, kterému se přisuzují kouzelné účinky. Často je proprietou mýtů, literárních a dramatických děl, počítačových her, her na hrdiny apod. V těchto souvislostech může být též zaměňován za elixír. Lektvary mohou mít po požití pozitivní, negativní i smíšené účinky (ty se přitom nemusí projevit současně).
Slovo lektvar (lektvař) pochází z latinského electuarium a původně znamenalo lékárnický preparát připravovaný smícháním jemně práškovaných léčivých hmot se sirupem, medem nebo povidly.

## Příklady

### Lektvar lásky
Častými jsou lektvary lásky, které způsobí, že se jeho poživatel zamiluje do toho, kdo mu lektvar podal, nebo připravil. Tento námět se vyskytuje například v eposu o Tristanovi a Isoldě.

### Lektvar života, lektvar many
Lektvary, které doplňují život, případně energii potřebnou pro sesílání kouzel (tzv. manu) jsou zase velice častým předmětem,který se vyskytuje v hrách. A to nejčastěji v hrách na hrdiny (tzv. role playing games – RPG), ať už stolních, nebo počítačových. Kromě těchto lektvarů se objevují také elixíry, které zvyšují některý z hráčových atributů.